# آنوبیاس قهوه
آنوبیاس بارتری (Anubias barteri) یا آنوبیاس براون (قهوه‌ای)، یک گونه آنوبیاس بومی غرب آفریقا است که برای اولین بار در سال ۱۸۶۰ توسط هاینریش ویلهلم شات توصیف شد.  این گونه بیشتر در جنوب شرقی نیجریه، کامرون و در جزیره بیوکو دیده میشود.

## کاشت
این گیاه در حالت نیمه غوطه‌وری و یا غوطه‌وری کامل به خوبی رشد می کند. در نور شدید، برگها سریعتر رشد می کنند و فشرده تر می مانند، ولی به‌خوبی میتواند طیف وسیعی از نور را تحمل می کند. این گیاه محدوده دمایی ۲۲ تا ۲۸ درجه سانتیگراد را ترجیح می دهد . آنوبیاس بارتری را می توان از روش تقسیم ریزوم یا جدا کردن شاخه های جانبی تکثیر کرد. اگر در زیر یک بستر دفن شود، ریزوم ممکن است پوسیده شود. 

## انواع
این گونه دارای واریته های زیر است: 
- آنوبیاس بارتری آنگوستیفولیا
- آنوبیاس بارتری کالادیفولیا
- آنوبیاس بارتری گلابرا
- آنوبیاس بارتری نانا

## مراجع
1. 1 2  Crusio, W. (1979). "A revision of Anubias Schott (Araceae)". Mededelingen Landbouwhogeschool Wageningen. Primitiae Africanae XII. 79 (14): 1–48.
2. ↑  "Anubias Barteri: Plant Types, Care, Propagation & Algae". Aquarium Care Basics. Retrieved 2022-02-19.